# Ed Townsend
Edward Benjamin Townsend (* 16. April 1929 in Fayetteville, Tennessee; † 13. August 2003 in San Bernardino, Kalifornien) war ein US-amerikanischer R&B-Sänger und Songwriter. Sein eigener Hit For Your Love aus dem Jahr 1958 ist ein häufig gecoverter Song. Als Autor war er unter anderem für den Nummer-eins-Hit Let’s Get It On von Marvin Gaye und mehrere Hits der Impressions verantwortlich oder mitverantwortlich. 

## Biografie

### Erfolge als Sänger und erste Erfolge als Songwriter in den 1960er Jahren
Edward Townsend wuchs in Memphis auf. Sein Vater war Amtsträger in der African Methodist Episcopal Church und so kam er in seiner Kindheit mit Kirchenmusik in Verbindung. Er studierte Recht am Arkansas State College und war kurze Zeit Lehrkraft an der Wilberforce University, bevor er zum Kriegseinsatz in der Marine im Koreakrieg eingezogen wurde.
Nach seiner Rückkehr wurde er Fernsehmoderator in Los Angeles und stieg ins Musikgeschäft ein. Er gründete einen eigenen Musikverlag und ein Label. Als er mit einem Songdemo, das er Nat King Cole anbieten wollte, bei Capitol Records vorstellig wurde, schlugen sie ihm vor, dass er das Lied selbst aufnimmt. For Your Love wurde 1958 veröffentlicht, es wurde ein Top-10-Hit in den R&B-Charts und erreichte Platz 13 der offiziellen Singlecharts. Mit When I Grow Too Old to Dream, der Coverversion eines Filmsongs aus dem Jahr 1935, kam er noch ein weiteres Mal in die Charts, trotz zahlreicher weiterer Aufnahmen blieb er als Sänger aber vor allem für For Your Love in Erinnerung.
In den 1960er Jahren nahmen seine eigenen Veröffentlichungen ab, aber als er 1963 für Theola Kilgore den Hit The Love of My Man schrieb, begann seine zweite Karriere als Songwriter. Das Lied einer von drei Top-10-Hits in den R&B-Charts, an denen er in diesem Jahr beteiligt war, acht seiner Songs schafften es in die offiziellen Hot 100.
In den folgenden Beat-Jahren ließen seine Erfolge deutlich nach, schuld an seinen Karriereunterbrechungen waren auch Alkoholprobleme, die er aber schließlich in den Griff bekam.

### Comeback als Songwriter und Produzent in den 1970er Jahren
In den 1970er Jahren erlebte er ein Comeback. Ein Freund von ihm stellte den Kontakt mit Marvin Gaye her und nach einem Treffen beschlossen sie eine größere Zusammenarbeit. Ergebnis war unter anderem der gemeinsam geschriebene Song Let’s Get It On, der 1973 veröffentlicht wurde. Das Lied wurde einer von Gayes größten Hits und erreichte Platz eins der Pop- und der R&B-Charts. Es wurde von der Zeitschrift Rolling Stone in die Liste der 500 besten Songs aller Zeiten gewählt. Obwohl Townsend beteuerte, das Lied handele von seiner Alkoholvergangenheit, wurden der Text und die Interpretation von Gaye als sexuelle Anspielungen gesehen, was dem Lied zusätzliche Aufmerksamkeit bescherte.
Unmittelbar danach kam es zu einer Zusammenarbeit mit weiteren sehr erfolgreichen Interpreten der Black Musik. Die Impressions hatten in den 1960er Jahren zahlreiche Hits gehabt, aber der Kopf der Band Curtis Mayfield hatte seinen Abschied genommen. Sie holten Ed Townsend dazu, der in den folgenden Jahren als Produzent und Autor an der Fortsetzung der Erfolge beteiligt war. Der Titelsong des ersten gemeinsamen Albums, Finally Got Myself Together (I’m a Changed Man), wurde 1974 ein Nummer-eins-Hit in den R&B-Charts. Das Lied beschreibt die Befreiung von seiner Alkoholsucht (Titelübersetzung „Endlich habe ich mich im Griff – ich bin ein anderer Mensch“). Das zweite Album First Impressions enthielt unter anderem die beiden Nummer-drei-Hits Sooner or Later und Same Thing It Took. Alle drei Songs waren auch gut in den offiziellen Popcharts platziert.
Danach wurde es ruhig um ihn. Er engagierte sich weiter gegen den Alkoholmissbrauch und trat bis ins hohe Alter auf. In den 2000er Jahren litt zunehmend seine Gesundheit und er war auf einen Rollstuhl angewiesen. 2003 starb er mit 74 Jahren nach einem Herzanfall.
Townsends Sohn Edward David wurde ebenfalls Musiker und Songwriter und war um 1990 herum mit der Band Surface erfolgreich. Er starb zwei Jahre nach dem Tod seines Vaters.

## Diskografie

### Alben
- Glad to Be Here (1959)
- New in Town (1959)
- Now (1975)

### Singles
| Jahr | Titel Album                  | Höchstplatzierung, Gesamtwochen, AuszeichnungChartplatzierungen (Jahr, Titel, Album, Platzierungen, Wochen, Auszeichnungen, Anmerkungen) | Höchstplatzierung, Gesamtwochen, AuszeichnungChartplatzierungen (Jahr, Titel, Album, Platzierungen, Wochen, Auszeichnungen, Anmerkungen) | Anmerkungen                                                                                        |
| Jahr | Titel Album                  | US | R&B | Anmerkungen                                                                                        |
| ---- | ---------------------------- | --- | --- | -------------------------------------------------------------------------------------------------- |
| 1958 | For Your Love                | US13 (16 Wo.)US | R&B7 (15 Wo.)R&B | Autor: Ed Townsend                                                                                 |
| 1958 | When I Grow Too Old to Dream | US59 (7 Wo.)US | — | Original: Glen Gray and the Casa Loma Orchestra (1935) Autoren: Sigmund Romberg, Oscar Hammerstein |

Weitere Singles
- Love Never Dies (1957)
- My Need for You (1957)
- For Your Love (mit Gerald Wilson und seinem Orchester, 1958)
- A Wo-man’s In-tu-it-ion (1958)
- What Shall I Do? (1958)
- When I Grow Too Old to Dream (mit Stan Applebaum und seinem Orchester, 1958)
- Getting By Without You (1958)
- Lover Came Back to Me (1959)
- This Little Love of Mine / Hold On (1959)
- Be My Love (1959)
- Stay with Me (A Little While Longer) (mit den Townsmen, 1960)
- Dream World (1961)
- And Then Came Love (1961)
- You Walked In (1962)
- Tell Her (1962)
- That’s What I Get for Loving You (1963)
- Crying (1964)
- I Love You (1964)
- I Want to Be with You (1966)
- Who Would Deny Me (1967)

### Songwriting
Coverversionen von For Your Love
Von Ed Townsends größtem Hit For Your Love gibt es eine Reihe von Coverversionen, die teilweise erneut zu Charthits wurden:
| Jahr | Interpret                 | Chartplatzierungen |
| ---- | ------------------------- | ------------------ |
| 1961 | The Wanderers             | US 93 / US-R&B 8   |
| 1963 | Mel Carter                | –                  |
| 1963 | The Orlons                | –                  |
| 1963 | Timi Yuro                 | –                  |
| 1965 | Sam & Bill                | US 95 / US-R&B 14  |
| 1965 | The Righteous Brothers    | – 1                |
| 1965 | Joe Tex                   | –                  |
| 1967 | Peaches & Herb            | US 20 / US-R&B 10  |
| 1969 | Bobby Austin              | US-Country 65      |
| 1969 | Frankie Avalon            | –                  |
| 1970 | The Lettermen             | –                  |
| 1973 | Gwen McCrae               | US-R&B 17          |
| 1974 | Johnny Nash               | –                  |
| 1975 | Christopher, Paul & Shawn | US 91              |
| 1976 | Bobby Lewis               | US-Country 52      |
| 1988 | Tony McGill               | US-Country 78      |
| 1988 | Diane Schuur              | –                  |

Für andere Musiker geschriebene Songs
An folgenden Liedern war Ed Townsend als Haupt- oder Koautor beteiligt:
| Jahr | Titel (Koautoren)                                          | Interpret                  | Chartplatzierungen                                 |
| ---- | ---------------------------------------------------------- | -------------------------- | -------------------------------------------------- |
| 1963 | How Can I Forget (mit Bernard Solomon & Murray Cohen)      | Jimmy Holiday              | US 57 / US-R&B 8                                   |
| 1963 | How Can I Forget (mit Bernard Solomon & Murray Cohen)      | Ben E. King                | US 85 / US-R&B 23                                  |
| 1963 | The Love of My Man                                         | Theola Kilgore             | US 21 / US-R&B 3                                   |
| 1963 | I Will Never Turn My Back on You                           | Chuck Jackson              | US-R&B 29                                          |
| 1963 | Tears of Joy                                               | Chuck Jackson              | US 85                                              |
| 1963 | This Is My Prayer                                          | Theola Kilgore             | US 60                                              |
| 1963 | What Does a Girl Do?                                       | The Shirelles              | US 53                                              |
| 1963 | I Am a Witness                                             | Tommy Hunt                 | US 71 / US-R&B 3                                   |
| 1963 | Coming Back to You mit James W. Alexander                  | Maxine Brown               | US 99 / US-R&B 34                                  |
| 1964 | Mellow Fellow                                              | Etta James                 | US-R&B 34                                          |
| 1964 | He’s Coming Back to Me (mit Theola Kilgore & Mel Carter)   | Theola Kilgore             | – 1                                                |
| 1964 | I’ll Keep Trying (mit Theola Kilgore & James W. Alexander) | Theola Kilgore             | – 1                                                |
| 1965 | Do It with All Your Heart                                  | Dee Dee Warwick            | – 1                                                |
| 1965 | Crying Won’t Help You Now                                  | Clyde McPhatter            | US-R&B 22                                          |
| 1965 | Love Me Now (mit Brook Benton)                             | Brook Benton               | US 100                                             |
| 1969 | Foolish Fool                                               | Dee Dee Warwick            | US 57 / US-R&B 14                                  |
| 1969 | That’s Not Love (mit Dee Dee Warwick)                      | Dee Dee Warwick            | US-R&B 42                                          |
| 1971 | The Love of My Man                                         | Dionne Warwick             | – 1                                                |
| 1972 | You’ve Got to Take It (If You Want It)                     | The Main Ingredient        | US 46 / US-R&B 18                                  |
| 1973 | Let’s Get It On (mit Marvin Gaye)                          | Marvin Gaye                | US 1 / US-R&B 1 Platz 168 der Rolling Stone 500    |
| 1973 | Let’s Get It On (mit Marvin Gaye)                          | By All Means (1989)        | US-R&B 3 / US-Dance 29                             |
| 1973 | Let’s Get It On (mit Marvin Gaye)                          | Marvin Gaye & Erick Sermon | als The M.P.G. Groove Mix (2005) US 21 / US-R&B 93 |
| 1974 | Finally Got Myself Together (I’m a Changed Man)            | The Impressions            | US 68 / US-R&B 1                                   |
| 1975 | Sooner or Later                                            | The Impressions            | US 68 / US-R&B 3                                   |
| 1975 | Same Thing It Took (mit Chuck Jackson & Marvin Yancy)      | The Impressions            | US 75 / US-R&B 3                                   |
| 1975 | First Impressions                                          | The Impressions            | UK 16                                              |
| 1975 | Loving Power                                               | The Impressions            | US-R&B 11                                          |
| 1977 | I Feel So at Home Here (mit Michelle Whiley)               | Michelle Whiley            | US-R&B 52                                          |